# Frédéric Constant Cournet
Pour les articles homonymes, voir Cournet.
Frédéric Constant Cournet est un homme politique français né le 21 février 1808 à Lorient (Morbihan) et décédé le 1er juillet 1852 à Londres (Royaume-Uni).
Fils d'un marchand-négociant de Lorient, enseigne de vaisseau depuis 1830, puis lieutenant de vaisseau, en retraite en 1847, il est député de Saône-et-Loire de 1850 à 1851, siégeant à l'extrême gauche. Opposé au coup d’État du 2 décembre 1851, il est exilé à Londres où il est tué lors d'un duel.

## Sources
- Dictionnaire des parlementaires français de 1789 à 1889 (Adolphe Robert et Gaston Cougny)